# Zygmunt Brzeziński
Zygmunt Józef Brzeziński (ur. 17 maja 1933 w Podbrzeziu) – polski działacz partyjny i państwowy, w latach 1972–1976 kolejno przewodniczący Miejskiej Rady Narodowej, naczelnik i prezydent Mysłowic, w latach 1979–1982 wicewojewoda katowicki.

## Życiorys
Syn Zygmunta i Zofii. Ukończył studia magisterskie. W 1961 wstąpił do Polskiej Zjednoczonej Partii Robotniczej, w latach 60. był członkiem egzekutywy Komitetu Miejskiego PZPR w Mysłowicach. 15 marca 1972 został przewodniczącym Prezydium Miejskiej Rady Narodowej w Mysłowicach. W grudniu 1973 jego stanowisko przekształciło się w naczelnika miasta, a po przekroczeniu liczby 50 tysięcy mieszkańców w czerwcu 1975 – w prezydenta. Pozostał na tym stanowisku do 14 maja 1976. W latach 1976–1979 kierownik Wydziału Inwestycji i Budownictwa Komitetu Wojewódzkiego PZPR w Katowicach. Od 5 maja 1979 do 13 lutego 1982 pełnił funkcję wicewojewody katowickiego.